# Chris Rea
Christopher Anton Rea (Middlesbrough, 4 marzo 1951) è un cantante e chitarrista britannico.

## Biografia
Figlio di padre italiano, Camillo Rea, originario di Arpino, provincia di Frosinone, e madre irlandese, che possedevano un chiosco di gelati, Chris Rea iniziò a cantare e suonare la chitarra all'inizio degli anni settanta in una band chiamata Magdalene, che vinse un importante concorso nazionale nel 1975 senza però ottenere un contratto.
Nel corso della sua carriera ha ottenuto fama internazionale, grazie a celebri brani come Fool (If You Think It's Over) (1978), i due hit da discoteca Let it Loose e I Can Hear Your Heartbeat (entrambi del 1983), I Don't Know What It Is But I Love It (1984), Josephine (1985), On the Beach (1986), Driving Home for Christmas (1988), The Road to Hell (1989), Auberge (1991), Looking for the Summer (1991) e Julia (1993). Ottenne grande successo con una versione remix di Josephine, realizzata nel 1987.
Nel 2002, dopo una lunga assenza dovuta ad una grave malattia, Rea è tornato alla musica delle sue radici: il jazz-blues.

## Carriera
Inizialmente esordì musicalmente con il nome Benny Santini e fece parte del gruppo musicale Magdalene, nel quale sostituì David Coverdale, scelto dai Deep Purple come loro nuovo cantante.
In seguito Rea lasciò la band e, dopo l'esordio solista di Whatever Happened to Benny Santini? (1978) (che entrò nella Top 20 statunitense), usando da allora il suo nome Chris Rea, pubblicò l'album Deltics (1979) e Tennis (1980).
Avendo inizialmente ottenuto risultati altalenanti in Europa, medita più di una volta sull'opportunità di lasciare le scene, ma decide di proseguire la sua carriera: giungerà a vendere circa 30 milioni di dischi, pubblicando 18 album, tra i quali la raccolta antologica New Light Through Old Windows (1988) e The Road to Hell (1989), salutato da pubblico e critica come il vertice della sua discografia.
Ha avuto successo anche Auberge (1991), cui sono seguiti altri lavori, come Espresso Logic (1994) e The Best of Chris Rea (1994), che però non hanno scalato le classifiche come i precedenti.
Nonostante seri problemi di salute, nel 2000 pubblica King of the Beach. Dopo Dancing Down the Stony Road (2001), realizzato per la sua neonata etichetta Jazzee Blue, nel 2003 è la volta di Blue Street (Five Guitars), seguito da Hofner Blue Notes (ancora del 2003) e da The Blue Jukebox (2004).
Blue Guitars (2005) è invece un imponente progetto: il nuovo lavoro comprende infatti undici dischi - per un totale di 137 canzoni inedite - ed un DVD, abbinati ad un libro illustrato dallo stesso musicista italo-inglese.
Nel 2008 viene pubblicato l'album The Return of Fabulous Hofner Blue Notes.
Nel 2011 esce Santo Spirito Blues, un nuovo album realizzato in due versioni diverse, CD e triplo CD.
Nel novembre 2015, viene pubblicata a nuova registrazione della colonna sonora La Passione (1996) in un package deluxe costituito da 2 CD, 2 DVD ed un booklet di 72 pagine.
Nel 2017 viene colpito da un ictus, e dopo essersi ripreso ed aver smesso di fumare, nel settembre 2017 fa uscire  Road Songs for Lovers. Portando in tour quest'ultimo lavoro, il 9 dicembre durante la 35ª data del tour, subisce un collasso sul palco e viene ricoverato all'ospedale. Le ultime due date del tour saranno cancellate.

## Vita privata
Chris Rea è sposato da più di trent'anni con Joan Lesley ed ha due figlie.

## Discografia

### Album studio
- 1978 - Whatever Happened to Benny Santini?
- 1979 - Deltics
- 1980 - Tennis
- 1982 - Chris Rea
- 1983 - Water Sign
- 1984 - Wired to the Moon
- 1985 - Shamrock Diaries
- 1986 - On the Beach
- 1987 - Dancing with Strangers
- 1989 - The Road to Hell
- 1991 - Auberge
- 1992 - God's Great Banana Skin
- 1993 - Espresso Logic
- 1998 - The Blue Cafe
- 1999 - The Road to Hell: Part 2
- 2000 - King of the Beach
- 2002 - Dancing Down the Stony Road
- 2003 - Blue Street (Five Guitars)
- 2003 - Hofner Blue Notes
- 2004 - The Blue Jukebox
- 2005 - Blue Guitars
- 2008 - The Return of the Fabulous Hofner Bluenotes
- 2011 - Santo Spirito Blues
- 2017 - Road Songs for Lovers
- 2019 - One Fine Day